# Alice Pihl Salvesen
Alice Dagny Pihl Salvesen, född 20 april 1869 i Kristiania, död 8 juli 1959 i Oslo, var en norsk målare. 
Hon var dotter till Carl Abraham Pihl och Catherine Ridley samt från 1911 gift med Johan Emil Salvesen. I samband med äktenskapet flyttade hon utomlands och hennes medverkan i det norska konstnärslivet minskade. Hon var på sin mors sida kusin med polarforskaren Carsten Borchgrevink. Hon studerade konst i olika omgångar för Eilif Peterssen, Erik Werenskiold och Harriet Backer följt av en längre studieresa till Paris 1897-1898. Under sommaren 1894 vistades hon i Storvik där konstnärerna Kris Laache, Ragnhild Hvalstad och Johanna Bugge bildade konstnärskollektivet Vågåsommeren. Under de dagliga kontakterna i Storvik med Oluf Wold-Torne, Thorvald Erichsen, Halfdan Egedius och Kristen Holbø fick hon många impulser och tips för sitt konstnärskap. Hon medverkade i Statens Kunstutstilling första gången 1898 och kom sporadiskt medverka där några gånger, sista gången 1930. Hon var representerad i utställningen Norska konstnärers arbeten som visades i Stockholm 1904 och i Nasjonalgalleriets Retrospektive utstilling over norsk kunst 1940. Hennes konst består av figurer, interiörer och landskapsskildringar men hon räknades till en av Norges främsta porträttmålare under sin aktiva tid.